# Spharagemon crepitans
Spharagemon crepitans es una especie de saltamontes de la subfamilia Oedipodinae, familia Acrididae. Esta especie se distribuye en Estados Unidos, en Florida y sur de Georgia. A veces es considerada una subespecie de Spharagemon bolli.